# Furażerki w Wojsku Polskim

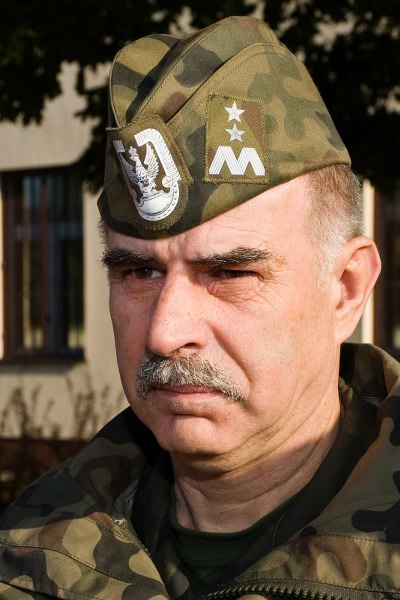
Gen. dyw. Zbigniew Galec w furażerce polowej wz. 93

Furażerki w Wojsku Polskim – nakrycie głowy będące częścią munduru żołnierza Wojska Polskiego.

## Furażerki w Wojsku Polskim II RP
Pierwsze polskie furażerki (wz. 1919) wprowadzono w roku 1920 wraz z mundurem wz. 1919. Były to furażerki w kolorze khaki wzorowane na amerykańskich. Furażerki noszono tylko z umundurowaniem polowym. Po wojnie polsko-bolszewickiej pojawił się  drugi wzór furażerki – wz. 1923. Furażerki noszono w polu, kiedy nie wymagano noszenia hełmu (np. w marszu lub podczas odpoczynku). 
Wykorzystywano ją też jako podkładkę pod hełm. W 1922 przód furażerki ozdobiono godłem wojskowym. Orły były nieco mniejsze niż na czapkach garnizonowych, a tarcza była schowana we wycięciu na przodzie furażerki. Furażerki produkowano do 1937 roku.
12 września 1922 Minister Spraw Wojskowych, generał dywizji Kazimierz Sosnkowski „do czasu ustanowienia specjalnej odznaki” zarządził noszenie na furażerkach „orzełka przepisowego, jak na rogatywkach” i jednocześnie zabronił noszenia na furażerkach oznak stopni.
Niektóre pułki kawalerii i artylerii konnej nosiły na nich z własnej inicjatywy proporczyki w barwach pułkowych.
Po 1937 miała je zastąpić czapka polowa wz. 37. Jednakże do roku 1939 nie udało się całkowicie wprowadzić rogatywek i donaszano furażerki.

## Furażerki w Polskich Siłach Zbrojnych

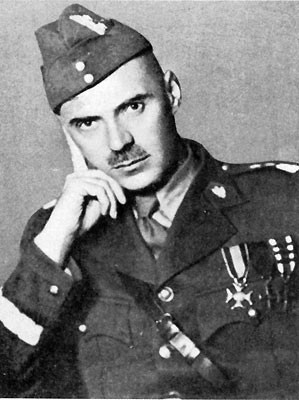
Gen. Władysław Anders w furażerce typu brytyjskiego

Po upadku kampanii wrześniowej polskie wojsko odradzało się we Francji. Pozyskanie sprzętu sprawiało, wiele trudności czego skutkiem była duża różnorodność w  umundurowaniu. Część żołnierzy donaszała swoje umundurowanie z września 1939, a nowo zwerbowani dostawali umundurowanie francuskie z okresu I wojny światowej. Nakrycie głowy najczęściej stanowiły berety lub kepi. Jednolitość umundurowania zaczęto osiągać na początku roku 1940. Polowym nakryciem głowy szeregowców i części oficerów stała się furażerka sukienna wzoru francuskiego w kolorze khaki. Na furażerkach noszono znak orła oraz oznakę stopnia (z lewej strony, skośnie pod kątem 45o). Wyjątkami była 2 Dywizja Strzelców Pieszych oraz jednostki pancerne, gdzie noszono berety. Ponadto w lotnictwie noszono furażerki w kolorze granatowym. 
Furażerki sukienne koloru khaki z orłem noszono, także w Brygadzie Strzelców Karpackich formowanej w Syrii. W dywizjonie rozpoznawczym z lewej strony naszywano czerwono-błękitne proporczyki wzoru kawaleryjskiego. 
Po upadku Francji polskie wojsko organizowano w Wielkiej Brytanii, umundurowanie było więc wzorów brytyjskich. Podstawowym nakryciem głowy były furażerki wzoru brytyjskiego. Umieszczano na nich znak orła wojskowego, początkowo metalowe, potem haftowane srebrną lub szarą. Od 1942 zastępowano je beretami, lecz noszono je do końca wojny.
Ponadto furażerki brytyjskie od marca 1942 noszono wraz z mundurem Battle Dress w Armii Andersa.
Furażerki Field Service Cap noszono także w lotnictwie (w kolorze granatowym) z orłem ogólnowojskowym do umundurowania polowego, ćwiczebnego i garnizonowego.
Formacje Armii Polskiej na Wschodzie otrzymały brytyjskie umundurowanie letnie, a wraz z nim płócienne furażerki w kolorze piaskowym z orłem.

## Furażerki w ludowym Wojsku Polskim
Pierwsze umundurowanie noszone przez 1 Warszawską Dywizję Piechoty było dostarczane z zapasów radzieckich. Polowym nakryciem głowy były furażerki wzoru radzieckiego z orłem metalowym wz. 1943. W późniejszym okresie wprowadzono odrębny mundur polski wzorowany na mundurze przedwojennym. Furażerki zastąpiono czapkami wzorowanymi na rogatywkach polowych wz. 37.
Furażerki noszono również w lotnictwie – były to furażerki koloru szarego z orłem. Noszono je do ubioru roboczego na lotnisku.

## Furażerki w Siłach Zbrojnych RP

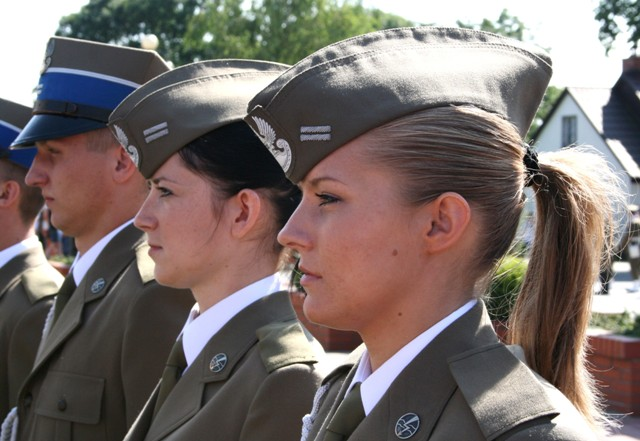
Żołnierze w furażerkach Wojsk Lądowych

W Siłach Zbrojnych RP obowiązuje kilka wzorów furażerek:
Furażerka WL – wykonana z tkaniny w kolorze khaki. Furażerka stanowi nakrycie głowy do umundurowania wyjściowego i galowego kobiet żołnierzy. Na furażerce umieszcza się znak orła Wojsk Lądowych wykonany metodą termonadruku na tkaninie zasadniczej koloru khaki. Ponadto umieszcza się oznaczenie stopnia wykonane również techniką termonadruku.
Furażerka SP – wykonana z tkaniny w kolorze stalowym. Furażerka stanowi nakrycie głowy do umundurowania wyjściowego, galowego i kombinezonu pilota. Na furażerce umieszcza się znak orła Sił Powietrznych wykonany metodą termonadruku na tkaninie zasadniczej koloru stalowym. Ponadto umieszcza się oznaczenie stopnia w wykonane również techniką termonadruku.
Furażerka MW – wykonana z tkaniny w kolorze granatowym. Furażerka stanowi nakrycie głowy lotnictwa Marynarki Wojennej do umundurowania wyjściowego i kombinezonu pilota. Z przodu na furażerce umieszcza się znak orła Marynarki Wojennej. Ponadto umieszcza się oznaczenie stopnia w wykonane techniką haftu komputerowego w kolorze złotym według wzoru dla wojsk lądowych i sił powietrznych, tzn. z gwiazdkami, a nie z tzw.  węzłem Nelsona.
Furażerka polowa wz. 93 – wykonana z tkaniny w kamuflażu „Pantera”. Jest to nakrycie głowy noszone wraz z umundurowaniem polowym w Siłach Powietrznych, a w lotnictwie Wojsk Lądowych również do kombinezonu pilota.
Żołnierze Sił Zbrojnych RP furażerkę noszą lekko przechyloną w kierunku prawego ucha. Przy wystąpieniach bez nakrycia głowy furażerkę nosi się pod lewym naramiennikiem, godłem skierowanym do przodu i oznaką stopnia wojskowego skierowaną do dołu.